# Gornji Hruševec
Gornji Hruševec je naselje u općini Kravarsko, Zagrebačka županija. Poštanski broj mjesta je 10413 Kravarsko.

## Zemljopis
Naselje je smješteno uz cestu D-31 Velika Gorica-Glina. Proteže se po južnim vrhovima središnjeg dijela Vukomeričkih gorica na važnom prijevoju iznad dolina Kravaršćica na sjeveru i Luka na jugu.
Najviša točka Jurašćak 213 m/nm.

## Stanovništvo
Prema popisu stanovništva iz 2011. godine u Gornjem Hruševcu živi 240 stanovnika.
- Migracijska kretanja do 1990. godine

Značajan broj stanovnika Gornjeg Hruševca iselio je u treće zemlje, tako podosta Hruševljana ima u dijaspori: Sjedinjene Američke Države: Pittsburgh i Cleveland, u Australiji u Adelaideu, u Njemačkoj u Stuttgartu. Valja napomenuti kako su podrijetlom Hruševljani zastupljeni sa 17 % stanovništva prigradskog Velikogoričkog naselja Kurilovec.  
Raniji popisi stanovništva;
- 1991.  223 stanovnika
- 1981.  280 stanovnika
- 1971.  330 stanovnika
- 1961.  364 stanovnika
- 1953.  382 stanovnika
- 1948.  388 stanovnika

| broj stanovnika | 246   | 347   | 310   | 340   | 358   | 390   | 367   | 399   | 388   | 382   | 364   | 330   | 280   | 223   | 251   | 240   | 179   |
|                 | 1857. | 1869. | 1880. | 1890. | 1900. | 1910. | 1921. | 1931. | 1948. | 1953. | 1961. | 1971. | 1981. | 1991. | 2001. | 2011. | 2021. |

## Uprava
Mjesni odbor Gornji Hruševec obuhvaća niz razdvojenih naselja (Godinići, Grebenci, Kostadini, Milatovići, Brezovci, Popovići i Švabeci), koji pripadaju naselju Gornjem Hruševcu, a nastali su kao predijalni posjedi plemenitih obitelji po kojima nose imena (Godinić, Grebenac, Kostadin, Brezovec, Popović, Milatović, a obiteljska loza Švabec je izumrla).

## Povijest
- U Starom vijeku na prostoru Gornjeg Hruševca na lokalitetu zvanom Gradišće nalazilo se Rimsko naselje Ad Fines,[4] čiji mnogobrojni ostaci cigle i lončarije još i danas leže netaknuti na tom prostoru pod šumom.
- U srednjem vijeku naselje Gornji Hruševec nalazi se na granici posjeda Topuske Opatije i Plemenite Općine Turopolje, stanovnici su bili slobodni plemići predijalci[5] što bilježe stare crkvene knjige i listine topličkih (topuskih) opata[6]("praedium Hrwssowcz").[7]

Iz listina "Velikih Topuszka Opata" (Toplica) plemići Gornjeg Hruševca obvezali su se topuskom opatu davati vojnu postrojbu konjanika, a opat se obvezao pisanom ispravom da će štititi njihove stare pravice nasljednoga prava na predij Hruševec i naslova Plemići od Hruševca (Nobiles de Hrwssowcz) te kao takvi imati pravo na izbor i sudjelovanje u vrhovnom upravnom tijelu Topuszke Skupštine koja je upravljala cjelokupnim područjem stare Županije "Gora" a čijim se nasljednikom držala Topuszka Opatija, na čelu skupštine nalazio se opatov namjesnik koji je imao status Župana. Odnos između Hruševačkih plemića i Opata bio je skladan od 1213. sve do 1549. kada opat imenuje za Župana Keglevića koji je nastojao smanjiti pravice plemića te njima na njihovim vlastitim posjedima nametnuti određena davanja prilikom čega je došlo do oštrih sukoba koji su završili najprije na Banskom sudu "Trojednoga kraljevstva Hrvatske Slavonije i Dalmacije, a potom je mjerodavnost za ovaj spor preuzeo Kraljevski sud u Budimu (Budimpešta, dio zapisa sudskog spora između Hruševačkih plemića i Župana Topuszkoga i Opata nalazi se u državnom arhivu Hrvatske).
- Iz razdoblja turske invazije zabilježeni su vojni podvizi Hruševačke postrojbe u deblokadi grada "Zrina" te u bitci na "Crvenoj zemlji" kod Kravarskog.[8][nedostaje izvor]
- Na istočnom djelu Gornjeg Hruševca nalazi se takozvani Stari Dvor gdje su se u davnini nalazili dvori tadašnjih plemića.
- U drugom svjetskom ratu naselje je pretrpjelo velika stradanja, spaljena je tvornica štapova, pilana, trgovine i kapela a ribogojilište i rasadnik s plantažama su zapušteni.
- U dijelu Gornjeg Hruševca gdje se danas nalazi područna škola nalazio se jedan kompleks koji je obuhvaćao ekonomiju, zadrugu, trgovine, bunare, čardak, vinograde, voćnjake i meteorološku stanicu. Najpoznatiji upravitelji bili su: Slavko Kolar (1920. – 1924.)[nedostaje izvor], Cvetković (smijenio ga komunistički režim)
- Gornji Hruševec dao je znatan broj ljudi u borbi protiv fašizma koji su dali svoje živote kroz NOR i NOB.
- U Domovinskom ratu[9] osnovana je "Policijska postaja Gornji Hruševec" čije sjedište se nalazilo u O.Š.Slavko Kolar Gornji Hruševec. Ova postaja pričuvnog sastava policije bila je sastavljena od stanovnika Gornjeg Hruševca.[nedostaje izvor] Prva zadaća bila joj je nadzor na prijelazima preko rijeke Kupe prilikom čega je zaustavljen daljnji prodor agresora.[10] Stanovnici naselja Gornjeg Hruševca zaustavili su prvi pokušaj prodora[Kad je bio?] srpskih okupatorskih snaga[Ima li više podataka o tom događaju? Knjiga, internetska stranica, članak...?] okupatora preko Pokupskog gdje je stradao znatan dio hruševečkih žrtava za obranu hrvatske domovine a naselje je pretrpjelo granatiranje iz odmazde.[11]
- Gornji Hruševec uvijek će se sjećati svojih mještana koji su kao hrvatski branitelji dali svoje živote za domovinu Hrvatsku. Njihova imena Pavunčec Josip, Brajković Marinko, Turković Davor i Turković Josip izgovarat ćemo uvijek s dužnim poštovanjem.[12]

## Gospodarstvo
Stanovništvo je većinom zaposleno u obližnjim gradovima, Zagrebu i Velikoj Gorici. Dio stanovništva bavi se poljodjelstvom, vinogradarstvom, voćarstvom, stočarstvom, šumarstvom i u novije vrijeme seoskim turizmom, na bazi prirodne proizvodnje zdrave hrane, te izuzetno privlačnim stazama za biciklizam i planinarenje.

## Poznate osobe
- Književnik Slavko Kolar, živio je i radio u Gornjem Hruševcu. Opisao je život stanovnika Gornjeg Hruševca i okolnih sela u novelama "Breza" i "Svoga tela gospodar" koje su kasnije pretočene u poznate filmove.
- Juraj Ćuk poznati hrvatski povjesničar rođen je u Gornjem Hruševcu u zaselku Milatovićima.

## Spomenici i znamenitosti
- U naselju Gornjem Hruševcu ima još sačuvanih objekata stare turopoljske arhitekture: kuće, čardaci, kleti, ćipka i stari alati.
- Ispod naselja u dolini potoka Kravaršćica nalazi se rezervat sive čaplje (Popov gaj).

## Obrazovanje
Naselje ima osnovnu školu "Slavko Kolar" izgrađenu 1939. godine (Danas je to područna škola osnovne škole Kravarsko).

## Kultura
Na području Gornjeg Hruševca djeluje kulturno umjetničko društvo Vukomeričke Gorice.

## Šport
- NK Gornji Hruševec